# 1485 Isa
1485 Isa este un asteroid din centura principală, descoperit pe 28 iulie 1938, de Karl Reinmuth.